# Nicolas Marin
Nicolas Marin (Marseille, 1980. augusztus 29. –) francia labdarúgó, középpályás.

## Pályafutása
2000–2004 között az Auxerre labdarúgója volt, de közben 2003–04-ben a Saint-Étienne csapatában szerepelt kölcsönben. 2004–2006 között a Saint-Étienne szerződtetett labdarúgója lett. 2005–06-ban először kölcsönben, majd 2006–07-ben szerződtetve a Sedan játékosa volt. 2007–2009 között a Lorient labdarúgója volt, de 2008-ban az angol Plymouth Argyle, 2009-ben a Bastia játékosa volt kölcsönben.
2009–2011 között a svájci FC Sion, 2011–12-ben a Lausanne-Sport, 2012-ben az emírásokbeli Dubai Club, 2012–2014 között a görög a Xánthi labdarúgója volt. 2014–15-ben az US Boulogne, 2015–16-ban a Sporting Toulon labdarúgója volt. 2017-ben az új-kaledóniai AS Magenta csapatában fejezte be az aktív játékot.
A 2003–04-es idényben a AS Saint-Étienne csapatával bajnok lett a francia másodosztályban (Ligue 2). 2011-ben az FC Sion csapatával svájcikupa-győztes lett.
Pályafutása alatt összesen 190 élvonalbeli mérkőzésen szerepelt (86 francia, 57 svájci és 47 görög bajnoki mérkőzés).

## Sikerei, díjai
AS Saint-Étienne
- Francia bajnokság – másodosztály (Ligue 2)
  - bajnok: 2003–04[8]

 FC Sion
- Svájci kupa
  - győztes: 2011

## Statisztika
| Idény     | Klub              | Bajnokság      | Bajnoki             | Nemzeti kupa       | Nemzetközi kupa        |
| --------- | ----------------- | -------------- | ------------------- | ------------------ | ---------------------- |
| 2000–2001 | AJ Auxerre        | Division 1     | -                   | -                  | 2 mérkőzés (Intertotó) |
| 2001–2002 | AJ Auxerre        | Division 1     | 01 mérkőzés         | 2 mérkőzés         | -                      |
| 2002–2003 | AJ Auxerre        | Ligue 1        | 01 mérkőzés         | 3 mérkőzés         | -                      |
| 2003–2004 | AS Saint-Étienne  | Ligue 2        | 34 mérkőzés (6 gól) | 6 mérkőzés (1 gól) | -                      |
| 2004–2005 | AS Saint-Étienne  | Ligue 1        | 26 mérkőzés (3 gól) | 4 mérkőzés (1 gól) | -                      |
| 2005–2006 | CS Sedan Ardennes | Ligue 2        | 33 mérkőzés (3 gól) | 2 mérkőzés (2 gól) | -                      |
| 2006–2007 | CS Sedan Ardennes | Ligue 1        | 28 mérkőzés (5 gól) | 3 mérkőzés         | -                      |
| 2007–2008 | FC Lorient        | Ligue 1        | 30 mérkőzés (1 gól) | 4 mérkőzés         | -                      |
| 2008-2009 | Plymouth Argyle   | Championship   | 06 mérkőzés         | -                  | -                      |
| 2008-2009 | SC Bastia         | Ligue 2        | 16 mérkőzés (3 gól) | -                  | -                      |
| 2009–2010 | FC Sion           | Super League   | 27 mérkőzés (5 gól) | 1 mérkőzés         | 2 mérkőzés (EL)        |
| 2010–2011 | FC Sion           | Super League   | 17 mérkőzés         | 2 mérkőzés (1 gól) | -                      |
| 2011-2012 | Lausanne-Sport    | Super League   | 13 mérkőzés (2 gól) | 2 mérkőzés (2 gól) | -                      |
| 2011-2012 | Dubai CSC         | Pro League     | 13 mérkőzés (1 gól) | 4 mérkőzés         | -                      |
| 2012–2013 | AO Xánthi         | Szúper Línga 1 | 25 mérkőzés (3 gól) | 4 mérkőzés         | -                      |
| 2013–2014 | AO Xánthi         | Szúper Línga 1 | 22 mérkőzés (1 gól) | 2 mérkőzés         | 4 mérkőzés (EL)        |

Utolsó frissítés: 2014. augusztus 1.